# Vườn quốc gia Ichkeul
Vườn quốc gia Ichkeul (tên đầy đủ Garaet el Ichkeul) là vườn quốc gia bao gồm Hồ Ichkeul, một hồ nước ngọt nằm ở Bizerta, phía Bắc Tunisia. Hồ này và vùng đất ngập nước trong vườn quốc gia là điểm dừng chân quan trọng của hàng trăm ngàn con chim di cư mỗi năm, trong số đó là Vịt, Ngỗng, Hạc và Hồng hạc. Việc xây dựng đập trên sông nhánh của hồ đã tạo ra những thay đổi lớn đối với cân bằng hệ sinh thái của hồ và vùng đất ngập nước.

## Lịch sử
Vườn quốc gia là một khu vực săn bắn hoàng gia dưới Triều đại Hafsid vào thế kỷ 13, trước khi trở thành tài sản công cộng vào đầu thế kỷ 20. Năm 1977, vườn quốc gia được công nhận là Khu dự trữ sinh quyển thế giới, và một Di sản thế giới được UNESCO công nhận vào ngày 18 tháng 12 năm 1980. Trong cùng năm đó, nó cũng được công nhận là Vùng đất ngập nước có tầm quan trọng quốc tế theo Công ước Ramsar.
Do việc xây dựng con đập khiến dòng nước ngọt đổ vào hồ, đầm lầy cỏ, bãi sậy nên Cỏ Cói và nhiều loài thực vật nước ngọt khác dần bị thay thế bởi các cây ưa mặn. Những thay đổi này đã tạo ra một sự giảm mạnh đáng kể quần thể chim di cư, những loài phụ thuộc vào các loài thực vật từng tồn tại.
Theo trang chính của UNESCO, chính phủ Tunisia đã thực hiện một số biện pháp để giữ nước ngọt và giảm độ mặn, và vườn quốc gia đã được đưa ra khỏi Danh sách di sản thế giới bị đe dọa vào năm 2006. Tuy nhiên, một số báo cáo từ Liên minh Bảo tồn Thiên nhiên Quốc tế cho thấy độ mặn đã trở nên quá cao và khả năng việc phục hồi này có thể sẽ nhanh chóng biến mất.

## Mô tả
Đây là vùng đất ngập nước có diện tích 12.600 hecta là nơi trú đông của 180 loài chim, một số loài trong số đó là loài quý hiếm. Vườn quốc gia bao gồm hồ Ichkeul có diện tích 8.500 hecta, khu vực đầm lầy có diện tích 2.737 ha và phần diện tích còn lại là một dãy núi có độ cao 510 mét so với mực nước biển. Hồ nước ngọt và vùng đầm lầy được cung cấp nước ngọt bởi sáu con sông Wadi vào mùa đông và được nối với Địa Trung Hải thông qua Hồ Bizerte và kênh Tinja. Trong suốt mùa hè khi nguồn cung cấp nước cạn thì độ mặn của các hồ tăng lên đáng kể. Nó là dấu tích cuối cùng của chuỗi các hồ từng trải rộng khắp Bắc Phi.
Khu vực này là một trong những khu bảo tồn loài nguyên thủy quan trọng nhất ở Bắc Phi. Nơi đây có hệ động thực vật vô cùng đa dạng. Vườn quốc gia là nơi trú đông của 200.000-400.000 cá thể chim di trú, trong đó có nhiều loài quý hiếm như Xít, Vịt cẩm thạch, Vịt đầu trắng, Mỏ nhát và nhiều loài phổ biến như Ngỗng xám, Hạc, Hồng hạc lớn. Hồ Ichkeul cũng là nhà của loài thực vật Potamogeton là thức ăn chủ yếu cho nhiều loài chim cùng sự có mặt của hai loài đặc hữu trong ranh giới vườn quốc gia là Teucrium schoenenbergeri và Limonium boitardii. Dãy núi đá vôi được bao phủ bởi cây ôliu và nhũ hương.
Ngoài sự đa dạng của các loài chim, vườn quốc gia còn là nơi trú ẩn có một số loài động vật có vú như Rái cá thường, Lợn rừng, Trâu nước châu Phi, Chó rừng lông vàng, Nhím, Cầy thường, Cầy mangut Ai Cập, Mèo rừng châu Phi; các loài lưỡng cư gồm Ếch Sahara, Cóc lưỡi tròn thông thường, Cóc Mauritania, Cóc xanh Bắc Phi, Ếch cây Địa Trung Hải, Rùa ao Tây Ban Nha, Rùa ao châu Âu, Đồi mồi Tunisia và nhiều loài Rắn.